# Euro NCAP
Euro NCAP (European New Car Assessment Programme) is een onafhankelijke non-profitorganisatie die de veiligheid van auto's test aan de hand van een veiligheidsbeoordelingssysteem met vijf sterren.
Euro NCAP, opgericht in 1997, is min of meer de standaard geworden om aan te geven hoe veilig (of onveilig) een auto is in geval van een botsing. De organisatie bestaat onder andere uit de overheden van zes landen (Spanje, Duitsland, het Verenigd Koninkrijk, Frankrijk, Nederland en Zweden). De automobielclubs worden vertegenwoordigd door de FIA met de ADAC als individuele partner. Daarnaast zijn er veel consumentenorganisaties vertegenwoordigd door de International Consumer Research and Testing (ICRT). Door dit brede samenwerkingsverband is het mogelijk om veel auto's te testen en de kwaliteit van de botsproeven te verbeteren. 
Nederland is betrokken bij Euro NCAP door het Ministerie van Verkeer en Waterstaat als deelnemer. De ANWB neemt deel als lid van de FIA en de Consumentenbond als lid van de ICRT.

## Testmethode
Om de verkeersveiligheid tussen auto's onderling en met andere modaliteiten te vergroten is er gekozen om botsproeven met auto’s te houden. Hier is op ingespeeld door het instituut Euro NCAP. Er zijn vier verschillende soorten botsproeven bij Euro NCAP, waarvan twee frontale botsproeven (Frontale aanrijding met bewegend vervormbaar obstakel - MPDB en Frontale aanrijding tegen vaste hindernis over de volledige breedte - FW) en twee zijdelingse botsproeven (met bewegend obstakel en de paaltest). Verder worden er test uitgevoerd om de impact bij aanrijding aan de verste kant te beperken ter bescherming van volwassenen, een whiplash test voor aanrijding langs achteren en gaat er ook aandacht naar redding en bevrijding door fabrikanten die een reddingskaart ter beschikking stellen te belonen. Voor de bescherming van kinderen wordt getest hoe goed verschillende kinderzitjes in de auto gemonteerd kunnen worden en de bescherming die de geadviseerde kinderzitjes bieden bij een frontale aanrijding of aanrijding van opzij wordt gecontroleerd. Kwetsbare weggebruikers worden ook niet vergeten. Er worden tests uitgevoerd die de impact op het hoofd, de bovenbenen en de onderbenen nagaan. Ook wordt het autonome noodstopsysteem beoordeelt op de mate waarin de wagen al dan niet tot stilstand gebracht kan worden voordat voetgangers en fietsers geraakt worden. Dan is er nog een vierde pijler die de veiligheidsassistentiesystemen onder de loep neemt.

### Werkwijze
Bij de test wordt er gewerkt met dummy's, deze zitten op de plaats van de bestuurder en de voorpassagier. Op de achterbank wordt met kinderzitjes gewerkt met daarin dummy's die 6 en 10 jaar oude kinderen voorstellen. Het beoordelingssysteem houdt rekening met de totale veiligheid van een voertuig. De maximale score is 5 sterren. De totaalscore weerspiegelt de bescherming voor volwassen inzittenden en kinderen, naast die voor kwetsbare weggebruikers, en houdt rekening met de veiligheid die geavanceerde elektronische hulpsystemen voor de bestuurder kunnen bieden. Om 5 sterren te behalen moet een wagen in deze 4 onderdelen goed scoren. Per onderdeel zijn er minimum scores vastgelegd en moet er bv. voor veiligheidsassistentiesystemen een score van 70% gehaald worden om recht te hebben op 5 sterren. 

### Frontale aanrijding tegen vaste hindernis over de volledige breedte
De auto wordt met een snelheid van 50 km/u over de gehele breedte tegen een vast, niet-vervormbaar object gereden.

### Frontale aanrijding met bewegend vervormbaar obstakel
De testauto rijdt met een snelheid van 50 km/u en met een overlap van 50% tegen een vervormbaar obstakel dat op een slede van 1.400 kg is gemonteerd, en ook 50 km/u rijdt.

### Zijdelingse aanrijding met bewegend obstakel
Een slede met een vervormbare voorkant wordt met een snelheid van 50 km/u loodrecht tegen de zijkant van de stilstaande testauto gereden. Op de bestuurdersstoel zit een speciaal voor aanrijdingen van opzij ontwikkelde dummy die een gemiddelde man voorstelt en op de achterbank worden kinderdummy's in kinderzitjes geplaatst.

### Paaltest
De auto wordt met een snelheid van 32 km/u zijwaarts tegen een vaste, dunne paal gelanceerd.  Vanaf 2015 wordt de auto niet meer loodrecht, maar enigszins schuin tegen de paal gelanceerd.  In de auto wordt één dummy, die een gemiddelde man voorstelt, op de bestuurdersstoel geplaatst en sinds 2020 ook een dummy op de passagiersstoel wanneer er een centrale airbag aanwezig is.

## Uitslagen
De tests worden in sterren en punten uitgedrukt. De punten worden gebruikt om de relatieve veiligheid van de frontale en zijimpact te meten. Aan de hand van de punten worden sterren uitgedeeld. Een erg botsveilige auto zal vijf sterren krijgen. Hoe minder veilig een auto is bij een botsing, hoe minder sterren deze krijgt.
Onder invloed van de resultaten van de Euro NCAP-tests worden door de autofabrikanten ook structurele veranderingen aan hun voertuigen doorgevoerd wat leidt tot veiliger voertuigen op de weg.

## Vergelijkbare organisaties
Wereldwijd zijn er meerdere organisaties die de veiligheid van auto's, onafhankelijk, testen. Dit zijn onder andere:
- NCAP America (National Highway Traffic Safety Administration)
- NCAP Latijns-America
- NCAP Azië
- NCAP Japan
- NCAP China
- Australasian New Car Assessment Program (ANCAP)
- Insurance Institute for Highway Safety (IIHS)
- NCAP India (in oprichting)